# Own the Night
Own the Night — третий студийный альбом американской кантри-группы Lady Antebellum, изданный 13 сентября 2011 года. Первый сингл, «Just a Kiss», вышел 2 мая 2011 года и вошёл в топ 10 хит-парада Billboard Hot 100 и возглавил кантри-чарт Hot Country Songs. Второй сингл, «We Owned the Night», вышел 15 августа 2011 года. На первой же неделе после выхода альбом возглавил Billboard 200; количество продаж за эту неделю составило 347 000 копий. На 54-й церемонии премии Грэмми альбом победил в номинации «Лучший кантри альбом».

## Отзывы критиков
| Совокупная оценка    | Совокупная оценка |
| Источник             | Оценка            |
| -------------------- | ----------------- |
| Metacritic           | (63/100)          |
| Оценки критиков      |                   |
| Источник             | Оценка            |
| AllMusic             | [ 3 ]             |
| American Songwriter  | [ 4 ]             |
| Country Weekly       | [ 5 ]             |
| Entertainment Weekly | (B)               |
| Los Angeles Times    | [ 7 ]             |
| Rolling Stone        | [ 8 ]             |
| Slant Magazine       | [ 9 ]             |

Own the Night получил смешанные оценки музыкальных критиков. Согласно агрегатору Metacritic альбом получил 63 из 100 на основе 8 рецензий. Газета The New York Times опубликовала положительную рецензию на Own the Night, назвав его «самым убедительным альбомом года», «гигантским прыжком для группы». Country Weekly отметило, что альбом одновременно сохраняет лучшее из предыдущих работ группы и привносит новые черты в их творчество. Taste of Country назвало альбом «смелым», но при этом в чём-то слабым. Рецензент из Entertainment Weekly постаил оценку «B». The Los Angeles Times заявило, что альбом «больше и ярче» двух предыдущих дисков группы. AllMusic поставил всего 3 балла из 5, назвав альбом средним и ничем не выдающимся. American Songwriter назвал Own the Night «кантри-штампом». Журнал Rolling Stone поставил негативную оценку (2 балла из 5); Slant Magazine также негативно отозвался об Own the Night.

## Список композиций
| №   | Название                     | Автор(ы)                                                                                      | Длительность |
| --- | ---------------------------- | --------------------------------------------------------------------------------------------- | ------------ |
| 1.  | «We Owned the Night»         | Dave Haywood, Charles Kelley, Dallas Davidson                                                 | 3:17         |
| 2.  | «Just a Kiss»                | Haywood, Kelley, Hillary Scott, Davidson                                                      | 3:41         |
| 3.  | «Dancin' Away with My Heart» | Haywood, Kelley, Scott, Josh Kear                                                             | 3:53         |
| 4.  | «Friday Night»               | Eric Paslay, Rose Falcon, Rob Crosby                                                          | 2:57         |
| 5.  | «When You Were Mine»         | Haywood, Kelley, Scott, Busbee                                                                | 4:53         |
| 6.  | «Cold as Stone»              | Haywood, Kelley, Scott, Hillary Lindsey                                                       | 4:47         |
| 7.  | «Singing Me Home»            | Haywood, Kelley, Rivers Rutherford                                                            | 3:52         |
| 8.  | «Wanted You More»            | Haywood, Kelley, Scott, Matt Billingslea, Dennis Edwards, Jonathan Long, Jason "Slim" Gambill | 4:02         |
| 9.  | «As You Turn Away»           | Haywood, Kelley, Scott, Monty Powell                                                          | 3:55         |
| 10. | «Love I've Found in You»     | Haywood, Kelley, Scott, Patrick Davis                                                         | 3:53         |
| 11. | «Somewhere Love Remains»     | Haywood, Kelley, Scott, Powell                                                                | 4:51         |
| 12. | «Heart of the World»         | Tom Douglas, Scooter Carusoe                                                                  | 3:43         |

## Позиции в чартах
Альбом дебютировал сразу же на первом месте Billboard 200, за первую неделю после выхода было продано 347 000 копий; это стало лучшим стартом для кантри-альбома со времён выхода альбома Тейлор Свифт Speak Now в 2010 году. В Канаде альбом также сразу же дебютировал на первом месте хит-парада Canadian Albums Chart, за первую неделю было продано 21 000 копий.
| Чарт (2011)                     | Лучший результат |
| ------------------------------- | ---------------- |
| Australian Albums Chart         | 5                |
| Austrian Albums Chart           | 38               |
| Belgian Albums Chart (Flanders) | 31               |
| Belgian Albums Chart (Wallonia) | 95               |
| Canadian Albums Chart           | 1                |
| Danish Albums Chart             | 26               |
| Dutch Albums Chart              | 25               |
| Finnish Albums Chart            | 44               |
| French Albums Chart             | 69               |
| German Albums Chart             | 52               |
| Irish Albums Chart              | 18               |
| Japanese Albums Chart           | 39               |
| New Zealand Albums Chart        | 2                |
| Norwegian Albums Chart          | 28               |
| Scottish Albums Chart           | 4                |
| Spanish Albums Chart            | 77               |
| Swedish Albums Chart            | 39               |
| Swiss Albums Chart              | 8                |
| UK Albums Chart                 | 4                |
| UK Country Albums Chart         | 1                |
| US Billboard 200                | 1                |
| US Billboard Top Country Albums | 1                |